# Suzuki RM
La Suzuki RM è una categoria di motocicletta con motore a due tempi della casa motociclistica Suzuki presentata nel 1975 con la 125 e 250, questa moto è stata prodotta in varie cilindrate (60-65, 80-85, 100, 125, 250 cm³ e 370-400-465-500).
Questa serie è stata accompagnata a partire dal 2004 dalla Suzuki RMZ che si contraddistingue per il motore a quattro tempi.

## Versioni

### 60-65
Fu introdotta nel 2003, nelle due cilindrate (60 e 65), con le misure di alesaggio x corsa 43x41,6 e 44,5x41,6. Dall'anno successivo, il 2004, fu lasciata in produzione solo la cilindrata 65 cm³. Il 2006 è stato l'ultimo anno di produzione del modello.

### 80-85

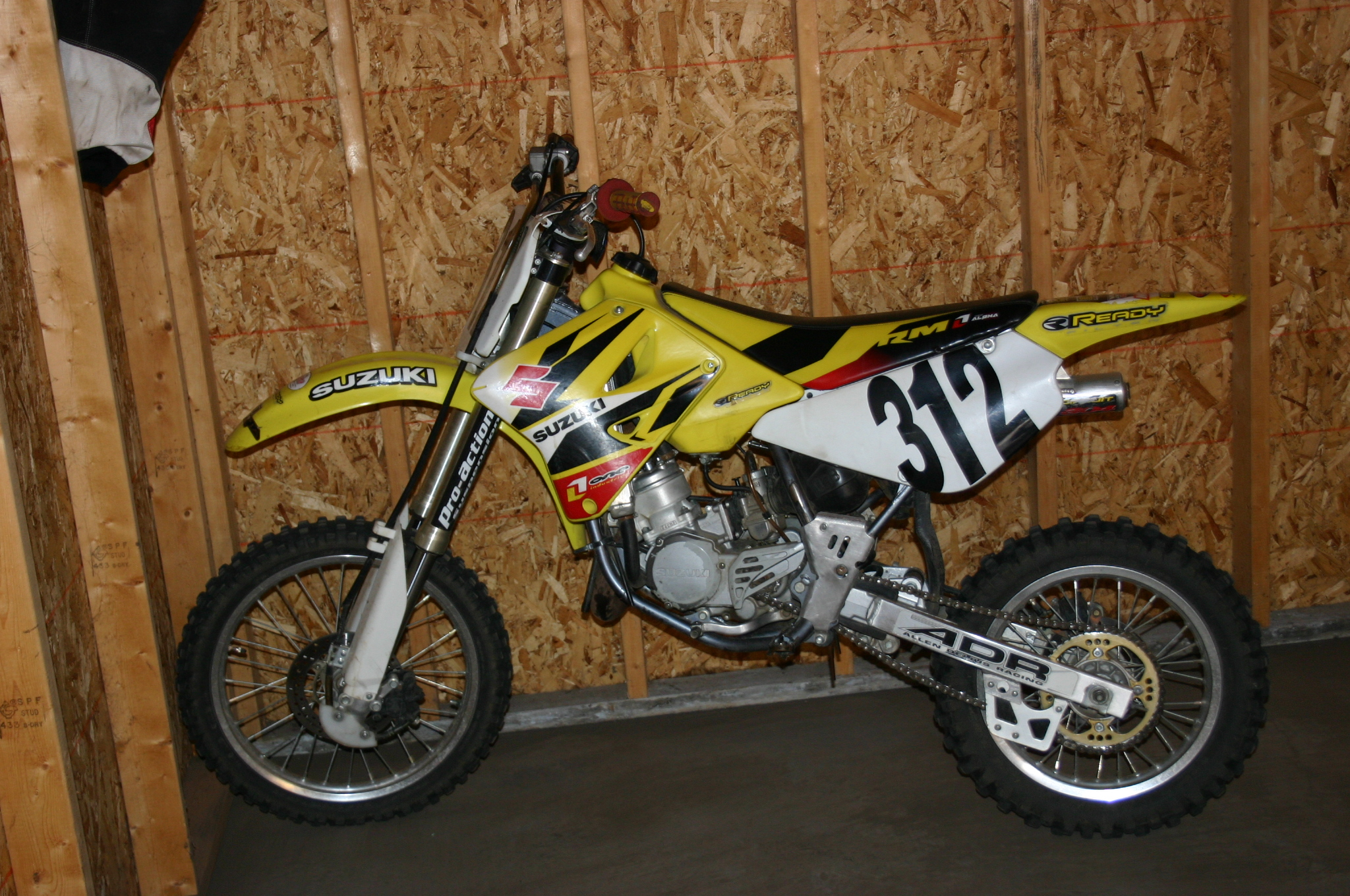
La Suzuki RM85 MY 2002

Fu introdotta nel 1978 con la cilindrata 80 e le misure di alesaggio x corsa 48x44, cambiando motore nel 1989 con le misure 47,5x46,5 (cilindrata complessiva 82,4). Tale moto si convertì a 85 nel 2002, tramite l'aumento dell'alesaggio, diventando 48x46,5.
Nel 1983 viene utilizzato il sistema di raffreddamento a liquido e si passa dal sistema Doublecross al sistema "Full Floating Rear Suspension", con l'unico ammortizzatore non ancorato al telaio a nessuna estremità.
Nel 1986 viene introdotto il sistema Monocross, con i classici leveraggi posti sotto al forcellone, e si passa da un sistema frenante a tamburo integrale ad un sistema misto con disco all'avantreno, mentre nel 1989 si passa al sistema a disco integrale.
Nel 1989 c'è il passaggio dalle misure di alesaggio x corsa 48x44 (80 cm³) a 47,5x46,5 (82 cm³) e nel 2002 si cambia ulteriormente in 48x46,5 (85 cm³).
Nel 1999 viene introdotto il sistema allo scarico AETC (Automatic Exhaust Timing Control), detto anche AEPC (Automatic Exhaust Power Control) e controllato dall'AEC (Automatic Exhaust Control, un attuatore centrifugo).
Nel 2002 viene montata una nuova forcella a steli rovesciati.
Dal 2011 è disponibile solo tramite l'importatore italiano.

### 100
Fu introdotta nel 1978 e prodotta fino al 1979, poi ripresentata nel solo 2003, con l'impianto frenante a disco anziché a tamburo e l'impianto di raffreddamento a liquido anziché ad aria.

### 125
Si trattava di una moto destinata alle competizioni del motocross a partire dal 1975, il propulsore era un motore a due tempi raffreddato ad aria.
Nel 1981 viene utilizzato il sistema di raffreddamento a liquido e si passa dal sistema Doublecross al sistema "Full Floating Rear Suspension", con l'unico ammortizzatore non ancorato al telaio a nessuna estremità.
Nel 1986 viene introdotto il sistema Monocross, con i classici leveraggi posti sotto al forcellone.
Nel 1984 viene introdotto il sistema allo scarico AETC (Automatic Exhaust Timing Control), detto anche AEPC (Automatic Exhaust Power Control) e controllato dall'AEC (Automatic Exhaust Control, un attuatore centrifugo).
Nel 1985 si passa da un sistema frenante a tamburo integrale ad un sistema misto con disco all'avantreno, mentre nel 1988 si passa al sistema a disco integrale.
Nel 1990 viene montata una nuova forcella a steli rovesciati; nel 1996 si ritorna ad una forcella di tipo tradizionale, ma dotata del sistema di frenatura idraulica a camera chiusa, utilizzando contemporaneamente una tabella portanumero con parasteli integrati. Nel 1999 si ritorna agli steli rovesciati, mantenendo l'idraulica a camera chiusa.
Nel 2000 c'è il passaggio dalle misure di alesaggio x corsa 54x54 a 54x54,5.
Dal 2008 è disponibile solo tramite l'importatore italiano.

### 250
Si trattava di una moto destinata alle competizioni del motocross a partire dal 1975, il propulsore era un motore a due tempi raffreddato ad aria.
Nel 1981 si passa dal sistema Doublecross al sistema "Full Floating Rear Suspension", con l'unico ammortizzatore non ancorato al telaio a nessuna estremità.
Nel 1986 viene introdotto il sistema Monocross, con i classici leveraggi posti sotto al forcellone.
Nel 1982 viene utilizzato il sistema di raffreddamento a liquido e c'è il passaggio dal motore dalle misure 67x70,8 a 70x64, cambiando ulteriormente nel 1986 ritornando alle misure originarie, cambiando ulteriormente nel 1996 diventando 66,4x72.
Nel 1985 viene introdotto il sistema allo scarico AETC (Automatic Exhaust Timing Control), detto anche AEPC (Automatic Exhaust Power Control) e controllato dall'AEC (Automatic Exhaust Control, un attuatore centrifugo); si passa anche da un sistema frenante a tamburo integrale ad un sistema misto con disco all'avantreno, mentre nel 1988 si passa al sistema a disco integrale.
Nel 1990 viene montata una nuova forcella a steli rovesciati; nel 1996 si ritorna ad una forcella di tipo tradizionale, ma dotata del sistema di frenatura idraulica a camera chiusa, utilizzando contemporaneamente una tabella portanumero con parasteli integrati. Nel 1999 si ritorna agli steli rovesciati, mantenendo l'idraulica a camera chiusa.
Nel 1995 viene usato un dispositivo copridisco, che verrà rimosso nel 1998.
Il 2008 è stato l'ultimo anno di produzione del modello.

### 370-400-465-500
Fu introdotta nel 1977 con la cilindrata 370 con il raffreddamento ad aria, l'anno successivo 1978 viene portata a 400, nel 1981 viene portata a 465, nel 1983 viene portata a 500 e prodotta fino al 1985.
Nel 1981 si passa dal sistema Doublecross al sistema "Full Floating Rear Suspension", con l'unico ammortizzatore non ancorato al telaio a nessuna estremità.
Nel 1985 si passa dall'impianto frenante a tamburo integrale ad un impianto misto, con un freno a disco all'anteriore ed un tamburo al posteriore.